# Aree di luogotenenza della Scozia
Le aree di luogotenenza della Scozia sono le ripartizioni usate per scopi cerimoniali per i Lord Lieutenant, rappresentanti del monarca in Scozia. In origine correlati agli sceriffati, sono zone distinte dalle altre suddivisioni della Scozia, le Council areas e le contee di registrazione cioè le contee tradizionali.
I Lord Provost di Aberdeen, Dundee, Edimburgo e Glasgow sono ugualmente lord luogotenenti, caso unico nel Regno Unito, essendo tutti gli altri nominati dal monarca, invece di essere politici eletti.
| Aree di luogotenenza della Scozia |
| 1. Aberdeen 2. Aberdeenshire 3. Angus 4. Argyll e Bute 5. Ayrshire e Arran 6. Banffshire 7. Berwickshire 8. Caithness 9. Clackmannanshire 10. Dumfries 11. Dunbartonshire 12. Dundee 13. Lothian dell'est 14. Edimburgo 15. Fife 16. Glasgow 17. Inverness 18. Kincardineshire 19. Lanarkshire 20. Midlothian 21. Moray 22. Nairn 23. Perth e Kinross 24. Renfrewshire 25. Ross and Cromarty 26. Roxburgh, Ettrick e Lauderdale 27. Stirling e Falkirk 28. Sutherland 29. The Stewartry of Kirkcudbright 30. Tweeddale 31. Lothian dell'ovest 32. Ebridi esterne 33. Wigtownshire Non nella mappa: 34. Orcadi 35. Shetland |

## Definizione
Ad ogni Lord-Luogotenente di una contea in ufficio prima del 16 maggio 1975 fu affidata una regione o parte di una regione come segue:
| Contea                       | Regione                         | Titolo                              | Parte di Regione                                                                                  |
| ---------------------------- | ------------------------------- | ----------------------------------- | ------------------------------------------------------------------------------------------------- |
| Aberdeen                     | Grampian                        | Aberdeenshire                       | La Contea di Aberdeen esistita prima del 16 maggio 1975, tranne la parte della City of Aberdeen   |
| Angus                        | Tayside                         | Angus                               | Distretto di Angus                                                                                |
| Argyll                       | Strathclyde                     | Argyll and Bute                     | Distretto di Argyll e Bute                                                                        |
| Ayr                          | Strathclyde                     | Ayrshire e Arran                    | Distretti di Cunninghame, Kilmarnock e Loudoun, Kyle e Carrick e Cumnock e Doon Valley            |
| Banff                        | Grampian                        | Banffshire                          | La contea di Banff esistita prima del 16 maggio 1975                                              |
| Berwick                      | Borders                         | Berwickshire                        | Distretto del Berwickshire                                                                        |
| Caithness                    | Highland                        | Caithness                           | Distretto di Caithness                                                                            |
| Clackmannan                  | Centrale                        | Clackmannan                         | Distretto di Clackmannan                                                                          |
| Dumfries                     | Dumfries e Galloway             | Dumfries                            | Distretti di Nithsdale e Annandale e Eskdale                                                      |
| Dunbarton                    | Strathclyde                     | Dumbartonshire                      | Distretti di Dumbarton, Clydebank, Bearsden e Milngavie, Strathkelvin e Cumbernauld e Kilsyth     |
| Lothian dell'est             | Lothian                         | Lothian dell'est                    | Distretto del Lothian dell'est                                                                    |
| Fife                         | Fife                            | Fife                                | Intera regione                                                                                    |
| Inverness                    | Highland                        | Inverness                           | Distretto di Lochaber, Inverness e Badenoch e Strathspey                                          |
| Kincardine                   | Grampian                        | Kincardineshire                     | La contea di Kincardine esistita prima del 16 maggio 1975, tranne la parte della City of Aberdeen |
| Kinross (insieme a Perth)    | Tayside                         | Perth e Kinross                     | Distretto di Perth e Kinross                                                                      |
| Stewartry of Kirkcudbright   | Dumfries e Galloway             | The Stewartry of Kirkcudbright      | Distretto di Stewartry                                                                            |
| Lanark                       | Strathclyde                     | Lanarkshire                         | Distretti di Monklands, Motherwell, Hamilton, East Kilbride e Lanark                              |
| Midlothian                   | Lothian                         | Midlothian                          | Distretto di Midlothian                                                                           |
| Moray                        | Grampian                        | Morayshire                          | Parte della contea di Moray esistita prima del 16 maggio 1975 rientrante nella regione            |
| Nairn                        | Highland                        | Nairn                               | Distretto di Nairn                                                                                |
| Orcadi                       | Area delle isole Orcadi         | Orcadi                              | Intera area                                                                                       |
| Peebles                      | Borders                         | Tweeddale                           | Distretto di Tweeddale                                                                            |
| Perth (insieme a Kinross)    | Tayside                         | Perth e Kinross                     | Distretto di Perth e Kinross                                                                      |
| Renfrew                      | Strathclyde                     | Renfrewshire                        | Distretti di Eastwood, Renfrew e Inverclyde                                                       |
| Ross e Cromarty              | Highland                        | Ross e Cromarty                     | Distretti di Ross e Cromarty e Skye e Lochalsh                                                    |
| Roxburgh (insieme a Selkirk) | Borders                         | Roxburgh (con Ettrick e Lauderdale) | Distretto di Roxburgh                                                                             |
| Selkirk (insieme a Roxburgh) | Borders                         | Ettrick e Lauderdale (con Roxburgh) | Distretto di Ettrick e Lauderdale                                                                 |
| Stirling                     | Centrale                        | Stirling e Falkirk                  | Distretti di Stirling e Falkirk                                                                   |
| Sutherland                   | Highland                        | Sutherland                          | Distretto di Sutherland                                                                           |
| Lothian dell'ovest           | Lothian                         | Lothian dell'ovest                  | Distretto del Lothian dell'ovest                                                                  |
| -                            | Area delle isole Ebridi esterne | Isole occidentali                   | Intera area                                                                                       |
| Wigtown                      | Dumfries and Galloway           | Wigtown                             | Distretto di Wigtown                                                                              |
| Shetland                     | Area delle isole Shetland       | Shetland                            | Intera area                                                                                       |

## Fonti
- The Lord-Lieutenants Order 1975 No. 428
- Ordine dei Lord-Lieutenant (Scozia), Statutory Instrument 1996 No. 731 (S.83)., su hmso.gov.uk.